# Blondie (álbum)
Blondie é o álbum de estreia da banda homónima, lançado em Dezembro de 1976.
| Críticas profissionais                                                      | Críticas profissionais |
| Avaliações da crítica                                                       | Avaliações da crítica  |
| Fonte                                                                       | Avaliação              |
| --------------------------------------------------------------------------- | ---------------------- |
| allmusic                                                                    | [ 1 ]                  |
| Robert Christgau                                                            | (B+)                   |
| Esta tabela precisa de ser acompanhada por texto em prosa. Consulte o guia. |                        |

## Faixas
1. "X Offender" (Harry, Valentine) - 3:14
2. "Little Girl Lies" (Harry) - 2:07
3. "In the Flesh" (Harry, Stein) - 2:32
4. "Look Good in Blue" (Destri) - 2:55
5. "In the Sun" (Stein) - 2:40
6. "A Shark in Jet's Clothing" (Destri) - 3:39
7. "Man Overboard" (Harry) - 3:21
8. "Rip Her to Shreds" (Harry, Stein) - 3:22
9. "Rifle Range" (Stein, Toast) - 3:41
10. "Kung Fu Girls" (Destri, Harry, Valentine) - 2:32
11. "The Attack of the Giant Ants" (Stein) - 3:24

### Reedição 2001 (Faixas bónus)
1. "Out in the Streets" (Jeff Barry, Ellie Greenwich) – 2:20
2. "The Thin Line" (Harry, Stein) – 2:16
3. "Platinum Blonde" (Harry) – 2:12
4. "X-Offender" (Harry, Valentine) – 3:13
5. "In the Sun" (Stein) – 2:38

## Créditos
- Deborah Harry - Vocal
- Chris Stein - Guitarra, baixo
- Gary Valentine - Guitarra, baixo
- James Destri - Piano
- Clem Burke - Bateria
- Ellie Greenwich - Vocal de apoio
- Micki Harris - Vocal de apoio
- Hilda Harris - Vocal de apoio

## Posição nas paradas musicais
| Parada (1977)                 | Melhor posição |
| ----------------------------- | -------------- |
| Austrália (Kent Music Report) | 14             |

| Parada (1979)                       | Melhor posição |
| ----------------------------------- | -------------- |
| Reino Unido (Official Albums Chart) | 75             |

## Certificações
| Região                                                                                                  | Certificação | Vendas   |
| --- | ------------ | -------- |
| Reino Unido (BPI)                                                                                       | Ouro         | 100,000^ |
| *números de vendas baseados somente na certificação ^números de vendas baseados somente na certificação |              |          |